# Мир говорящих машин
Мир говорящих машин — частный музей в Хабаровске, который посвящён истории аудиотехники и аудионосителям, выпущенным с 1880 по 1980 год, а также истории звукозаписи и музыки.

## История
Идея создания музея принадлежит его руководителям Андрею и Евгении Веретенниковым, с 2013 года начавшим активный сбор старых проигрывателей, пластинок, граммофонов и радиоприёмников, которые затем чинились и приводились в рабочее состояние.
Открытие музея состоялось 26 июня 2018 года. В церемонии открытия приняли участие мэр Хабаровска Александр Соколов и заместитель председателя Хабаровской городской думы Александра Гаврилова.
Музей располагается в здании доходного дома купца Прокопия Денисова 1911 года постройки на улице Фрунзе, 50, который является памятником архитектуры. Помещение музею выделил муниципалитет.

## Экспозиция
Экспозиция музея размещена в трёх тематических залах: «Винтаж», «СССР» и «Диско». Коллекция включает в себя экспонаты из личных и семейных архивов людей, которые передали их в собрание музея.
Среди них много хабаровчан, так коллекция «Мир говорящих машин» стала отражением музыкальной истории Хабаровска. Музей имеет единомышленников по всему миру. Музейный фонд содержит в частности экспонаты, которые переданы дарителями из других городов и стран. На момент открытия музея было собрано более четырёх тысяч различных экспонатов: от раритетных патефонов прошлых столетий до магнитофонов и аудиокассет начала 1980-х годов.

## Деятельность
В музее проходят экскурсии, виниловые вечера и музейники.
C 2018 года музей является членом Ассоциации музыкальных музеев и коллекционеров.
Также музей является постоянным участником различных выставок и конкурсов:
- 2015 — Выставка «Звуки ушедшего века» в Хабаровском краевом музее имени Н. И. Гродекова.[10]
- 2017 — Победитель городского конкурса «Лучший хранитель истории города Хабаровска».[11]
- 2019 — Участник выставки «Частные музеи России. Самородки России».[12]
- 2024 — Участник в рамках IX Санкт-Петербургского международного культурного форума в Рабочей встрече Ассоциации музыкальных музеев и коллекционеров.[13]

Музей является автором проекта «Шуми, Восток», который заключается в записи и издании мультижанрового альбома с 12 треками музыкантов Хабаровского края. Релиз альбома состоялся 23 января 2024 года при поддержке Президентского фонда культурных инициатив.
Музей в содружестве с Хабаровской краевой филармонией и при грантовой поддержке губернатора Хабаровского края представляет обучающую площадку «Школа музыкальных критиков». Её целью является привлечение внимания широкой аудитории к академическому и популярному искусству Хабаровского края.
Каждое воскресенье музей проводит встречи «Клуба филофонистов», где коллекционеры могут купить, продать или обменять пластинки, диски и кассеты.